# Núvol Alibaba
Alibaba Cloud, també conegut com Aliyun (en xinès  阿里云), és una empresa d'informàtica en núvol, una filial d'Alibaba Group. Alibaba Cloud ofereix serveis de computació en núvol a empreses en línia i al propi ecosistema de comerç electrònic d'Alibaba. Les seves operacions internacionals estan registrades i amb seu a Singapur.
Alibaba Cloud ofereix serveis al núvol que estan disponibles de manera de pagament i inclouen càlcul elàstic, emmagatzematge de dades, bases de dades relacionals, processament de grans dades, protecció DDoS i xarxes de lliurament de contingut (CDN).
És l'empresa d'informàtica en núvol més gran de la Xina,  i d'Àsia Pacífic segons Gartner. Alibaba Cloud opera centres de dades a 29 regions i 87 zones de disponibilitat arreu del món. A partir del juny de 2017, Alibaba Cloud es troba al quadrant de Visionaris del Quadrant Màgic de Gartner per a la infraestructura del núvol com a servei a tot el món.

## Història
Alibaba Cloud es va fundar el setembre de 2009 i es van obrir centres d'R+D i centres d'operacions a Hangzhou, Pequín i Silicon Valley.

### 2010–2013
El novembre de 2010, l'empresa va donar suport al primer festival de compres Taobao del Dia del Solter (11.11), amb 2.400 milions de pàgines vistes ( PV) en 24 hores. Dos anys més tard, el novembre de 2012, es va convertir en el primer proveïdor xinès de serveis al núvol a aprovar la norma ISO27001:2005 (Sistema de gestió de la seguretat de la informació).

### 2014-2017
El centre de dades de Hong Kong de l'empresa es va connectar el maig de 2014 i el desembre d'aquell any, Alibaba Cloud va defensar un atac DDoS de 14 hores de durada, amb un màxim de 453,8 Gbit/s.

### 2018-2021
El febrer de 2018, el centre de dades d'Indonèsia d'Alibaba Cloud va començar a operar. El primer centre de dades de la companyia es va obrir a les Filipines el juny de 2021.
Alibaba Cloud va presentar el xip Yitian 710 basat en ARM, dissenyat internament, per utilitzar-lo als seus centres de dades l'octubre de 2021.

## Regions del centre de dades
Alibaba Cloud té 25 centres de dades regionals a tot el món. El centre de dades a Alemanya està operat per Vodafone Germany (Frankfurt) i està certificat amb C5.

## Productes
Alibaba Cloud ofereix cloud computing IaaS, PaaS, DBaaS i SaaS, inclosos serveis com ara comerç electrònic, big data, base de dades, IoT, emmagatzematge d'objectes (OSS), Kubernetes i personalització de dades que es poden gestionar des de la pàgina web d'Alibaba o mitjançant l'eina de línia d'ordres aliyun.
AnalyticDB was first released in May 2018, and the latest version 3.0 was released in 2019.
El 26 d'abril de 2019, TPC va publicar el resultat de referència de TPC-DS d'AnalyticDB.
El 2019, es va publicar un article sobre el disseny del sistema d'AnalyticDB a la conferència VLDB 2019.